# Limnanthes macounii
Limnanthes macounii là một loài thực vật có hoa trong họ Limnanthaceae. Loài này được Trel. mô tả khoa học đầu tiên năm 1888.